# جورج إليوت كلارك
جورج إليوت كلارك (بالإنجليزية: George Elliott Clarke)‏‏ (12 فبراير 1960 في ويندسور ‏ - ) شاعر، وروائي، وواضع كلمات الأوبرا، وكاتب، وناقد أدبي من كندا.

## الجوائز
- ضابط وسام كندا
- جائزة الحاكم العام للشعر الإنجليزي [الإنجليزية]‏

## روابط خارجية
- جورج إليوت كلارك على موقع IMDb (الإنجليزية)
- جورج إليوت كلارك على موقع الموسوعة البريطانية (الإنجليزية)
- جورج إليوت كلارك على موقع ميوزك برينز (الإنجليزية)